# Jezero, Bihać
Jezero är en ort i Bosnien och Hercegovina. Den ligger i entiteten Federationen Bosnien och Hercegovina, i den västra delen av landet, 220 km nordväst om huvudstaden Sarajevo. Jezero ligger 226 meter över havet och antalet invånare är 540.
Terrängen runt Jezero är varierad.Runt Jezero är det ganska tätbefolkat, med 83 invånare per kvadratkilometer.. Närmaste större samhälle är Bihać, 0,74 km nordväst om Jezero.
Omgivningarna runt Jezero är en mosaik av jordbruksmark och naturlig växtlighet.